# 低電離星系核

哈伯太空望遠鏡（HST）觀測所見的闊邊帽星系（M104）。闊邊帽星系是LINER 星系的一個例子。創建者：HST/NASA/ESA.

低電離星系核（LINER，low-ionization nuclear emission-line region）是依據星系核心排放的譜線定義的一種星系。這種類型譜線包括來自低電離或中性原子的發射譜線，像是O、O+、N+和S+。相反的，來自強電離原子的發射線，像是O++、Ne++和He++，是相對的較弱。這種星系核最早是迪莫西·赫克曼在一系列發表於1980年的星系核譜線論文中的第三篇中首度確認的。

## LINER星系的統計
包含低電離星系核（LINERs）的星系稱為LINER星系。在近距離（20-40Mpc）的星系中，LINER星系是非常普遍的，大約有三分之一的星系可以歸類為LINER星系。大約75%的LINER星系是橢圓星系、透鏡星系、或是S0/a-Sab星系（有著巨大核球與旋臂緊密纏繞的螺旋星系）。
在Sb-Scd星系（核球較小和旋臂鬆散的螺旋星系）很少發現LINERs，在鄰近的不規則星系內更是罕見。LINERs在亮紅外星系（LIRGs）中LINERs也非常普遍。亮紅外星系是依據紅外線亮度定義的，它們經常形成於兩個相互間有著交互作用的星系。依據定義，擴張的星系是不會碰撞的，並且星系們是寧靜的，不會有碰撞中的恆星。大約四分之一的亮紅外星系（LIRGs）可能包含低電離星系核。

## 科學辯論：能量來源和電離機制
低電離星系核有兩項主要的中心辯論。首先，天文學家一直在爭論這些星系中心激發氣體電離的能量來源。有些天文學家建議活躍星系核（AGN）與黑洞要為低電離星系核發射譜線負責。其他的天文學家則聲稱應該是恆星形成區提供了能量的來源。另一個主要議題是離子是如何被激發的。有些天文學家提出是激波的傳播通過氣體使得氣體電離，而其他一些人則認為光致游離（紫外線造成電離）才該負責。  
低電離星系核在各種不同型態、不同亮度的星系中廣泛被發現的事實，使得這些辯論變得異常複雜。此外，對低電離星系核能量來源的辯論與在亮紅外星系中看見，來自恆星形成區的光或活躍星系核的光造成LIRGs的類似辯論議題糾纏在一起。  
雖然，低電離星系核的能量來源和激發機制這兩者都還在研究中，但許多低電離星系核經常被歸類為活躍星系核。

## 在低電離星系核的恆星形成
進行了大量的調查，來探討恆星形成和低電離星系核之間的關聯。如果低電離星系核和恆星形成之間有某種的關聯，那麼在低電離星系核中找到恆星形成的熱氣體的可能性就非常高。然而，如果在低電離星系核中找不到恆星形成，那麼就明確的排除了恆星形成作為低電離星系核發射的能量來源。

### 在亮紅外星系與低電離星系核的恆星形成
最近，史匹哲太空望遠鏡的觀測顯示在亮紅外星系（LIRGs）的低電離星系核和恆星形成活動有明確的關聯性。在LIRGs與低電離星系核的中紅外線光譜顯示已經看見與星暴星系相似的中紅外光譜，這表明紅外線明亮的低電離星系核是由恆星形成的活動提供能量。然而，有些來自活躍星系核的中紅外線光譜的發射譜線也在這些星系中被發現，顯示恆星形成可能不是低電離星系核唯一的能量來源。

### 在一般星系與低電離星系核的恆星形成
然而，在鄰近的一般星系和低電離星系核似乎是不同的。一些近紅外線光譜的調查，已經確定在一般性內的低電離星系核的能量來源可能是恆星形成。不過，在鄰近星系的低電離星系核，恆星形成的活動水準都很低。此外，許多低電離星系核的恆星族群，看起來似乎都很老了，而且史匹哲太空望遠鏡觀察到的中紅外線光譜，看來也不同於預期的恆星形成光譜。這些結果表明大窩數一般星系中的低電離星系核可能ˊ是由恒星形成提供能量，但是依然存在著少數的例外。

## 值得注意的LINER星系
- M94[1]
- NGC 5005[1]
- NGC 5195[1]
- 闊邊帽星系[1]